# En vivo, Heredia - Gieco
En vivo, Heredia - Gieco es el nombre del álbum grabado en vivo por los cantautores argentinos Víctor Heredia y León Gieco durante sus conciertos en el Teatro Opera de la ciudad de Buenos Aires, entre noviembre y diciembre de 1999. El álbum fue editado por el sello EMI-Odeon de Argentina en el año 2000.

## Canciones
1. «La colina de la vida»
2. «Cinco siglos igual»
3. «Supongamos»
4. «Pensar en nada»
5. «Ojo con los Orozco»
6. «A nuestros hijos»
7. «El viejo Matías»
8. «Informe de la situación»
9. «Razón de vivir»
10. «Todavía cantamos»
11. «Sólo le pido a Dios»
12. «Cola de amor»
13. «Sobreviviendo»